# Alexandra Fusai
Alexandra Fusai (ur. 22 listopada 1973 w Saint-Cloud) – francuska tenisistka, reprezentantka kraju w rozgrywkach Pucharu Federacji.

## Kariera tenisowa
Status profesjonalny uzyskała w 1989 roku.
Największe sukcesy odnosiła startując w parze z Nathalie Tauziat, z którą m.in. trzykrotnie dotarła do półfinału French Open w latach: 1997, 1999 oraz 2000. Ponadto debel ten dwukrotnie osiągnął finał Turnieju Mistrzyń (1997, 1998).
W 1997 roku, wraz z Mary Pierce, Nathalie Tauziat oraz Sandrine Testud wygrała Puchar Federacji. W finale reprezentantki Francji pokonały Holenderki 4:1.
W cyklu WTA Tour wygrała dwanaście turniejów w grze podwójnej. Ponadto w swojej karierze zwyciężyła w sześciu singlowych dwóch deblowych turniejach rangi ITF. Najwyżej w rankingu WTA była sklasyfikowana na 37. miejscu w singlu (26 października 1998) oraz 6. w deblu (14 września 1998).
W 2003 roku ogłosiła zakończenie kariery.

## Historia występów wielkoszlemowych

### Występy w grze pojedynczej
| Turniej                    | 1990 | 1991 | 1992 | 1993 | 1994 | 1995 | 1996 | 1997 | 1998 | 1999 | 2000 | 2001 | 2002 | 2003 | Zw.-Por. |
| -------------------------- | ---- | ---- | ---- | ---- | ---- | ---- | ---- | ---- | ---- | ---- | ---- | ---- | ---- | ---- | -------- |
| Australian Open            | A    | A    | LQ   | 1R   | A    | 1R   | 3R   | 2R   | A    | A    | 1R   | 1R   | LQ   | A    | 3–6      |
| French Open                | LQ   | 1R   | 1R   | 2R   | 3R   | 1R   | 2R   | 2R   | 3R   | 1R   | 2R   | 1R   | 1R   | A    | 8–12     |
| Wimbledon                  | A    | A    | A    | 1R   | 1R   | 1R   | 2R   | 1R   | 2R   | 1R   | LQ   | LQ   | 1R   | A    | 2–8      |
| US Open                    | A    | A    | 1R   | 2R   | 2R   | LQ   | 2R   | 3R   | 2R   | LQ   | LQ   | 1R   | LQ   | A    | 6–7      |
| Zw.-Por. w Wielkim Szlemie | 0–0  | 0–1  | 0–2  | 2–4  | 3–3  | 0–3  | 5–4  | 4–4  | 4–3  | 0–2  | 1–2  | 0–3  | 0–2  | 0–0  | 19–33    |

### Występy w grze podwójnej
| Turniej                    | 1991 | 1992 | 1993 | 1994 | 1995 | 1996 | 1997 | 1998 | 1999 | 2000 | 2001 | 2002 | 2003 | Zw.-Por. |
| -------------------------- | ---- | ---- | ---- | ---- | ---- | ---- | ---- | ---- | ---- | ---- | ---- | ---- | ---- | -------- |
| Australian Open            | A    | A    | 2R   | A    | 1R   | 1R   | 2R   | A    | A    | 2R   | QF   | 2R   | A    | 7–7      |
| French Open                | 1R   | 1R   | 2R   | 2R   | 2R   | QF   | SF   | QF   | SF   | SF   | 2R   | 3R   | A    | 24–12    |
| Wimbledon                  | A    | A    | A    | 1R   | 2R   | 2R   | 3R   | 2R   | 2R   | 2R   | 2R   | 1R   | A    | 8–9      |
| US Open                    | A    | 1R   | 1R   | 1R   | 2R   | 1R   | QF   | 2R   | 3R   | 3R   | 1R   | 2R   | A    | 10–11    |
| Zw.-Por. w Wielkim Szlemie | 0–1  | 0–2  | 2–3  | 1–3  | 3–4  | 4–4  | 10–4 | 5–4  | 7–3  | 8–4  | 5–4  | 4–4  | 0–0  | 49–40    |

### Występy w grze mieszanej
| Turniej                    | 1995 | 1996 | 1997 | 1998 | 1999 | 2000 | 2001 | 2002 | 2003 | Zw.-Por. |
| -------------------------- | ---- | ---- | ---- | ---- | ---- | ---- | ---- | ---- | ---- | -------- |
| Australian Open            | A    | A    | 1R   | A    | A    | A    | 1R   | A    | A    | 0–2      |
| French Open                | 1R   | 2R   | 3R   | 2R   | A    | A    | QF   | 2R   | A    | 5–6      |
| Wimbledon                  | A    | 1R   | 3R   | 1R   | A    | A    | 1R   | 1R   | A    | 2–5      |
| US Open                    | A    | A    | A    | 1R   | 1R   | 2R   | 1R   | A    | A    | 1–4      |
| Zw.-Por. w Wielkim Szlemie | 0–1  | 1–2  | 3–3  | 0–3  | 0–1  | 1–1  | 2–4  | 1–2  | 0–0  | 8–17     |

## Finały turniejów WTA
| Legenda                | Legenda |
| ---------------------- | ------- |
| Wielki Szlem           |         |
| Igrzyska olimpijskie   |         |
| WTA Tour Championships |         |
| 1988 – 2008            |         |
| Kategoria I            |         |
| Kategoria II           |         |
| Kategoria III          |         |
| Kategoria IV           |         |
| Kategoria V            |         |

### Gra pojedyncza 1 (0-1)
| Końcowy wynik | Nr | Data | Turniej  | Nawierzchnia | Przeciwniczka  | Wynik finału     |
| ------------- | -- | ---- | -------- | ------------ | -------------- | ---------------- |
| Finalistka    | 1. | 1995 | Warszawa | Ceglana      | Barbara Paulus | 6:7(4), 6:4, 1:6 |